# Guy McCoy Tormé
Guy McCoy Tormé także GMT – brytyjski zespół rockowy założony w 2005 r. przez byłych członków grupy Gillan - Berniego Tormé (gitara, śpiew) i Johna McCoya (bas). Do zespołu dołączył perkusista Robin Guy.

## Dyskografia
- Canonnball (EP) (2006)
- Bitter & Twisted (2006)